# Orgelfestival Uster

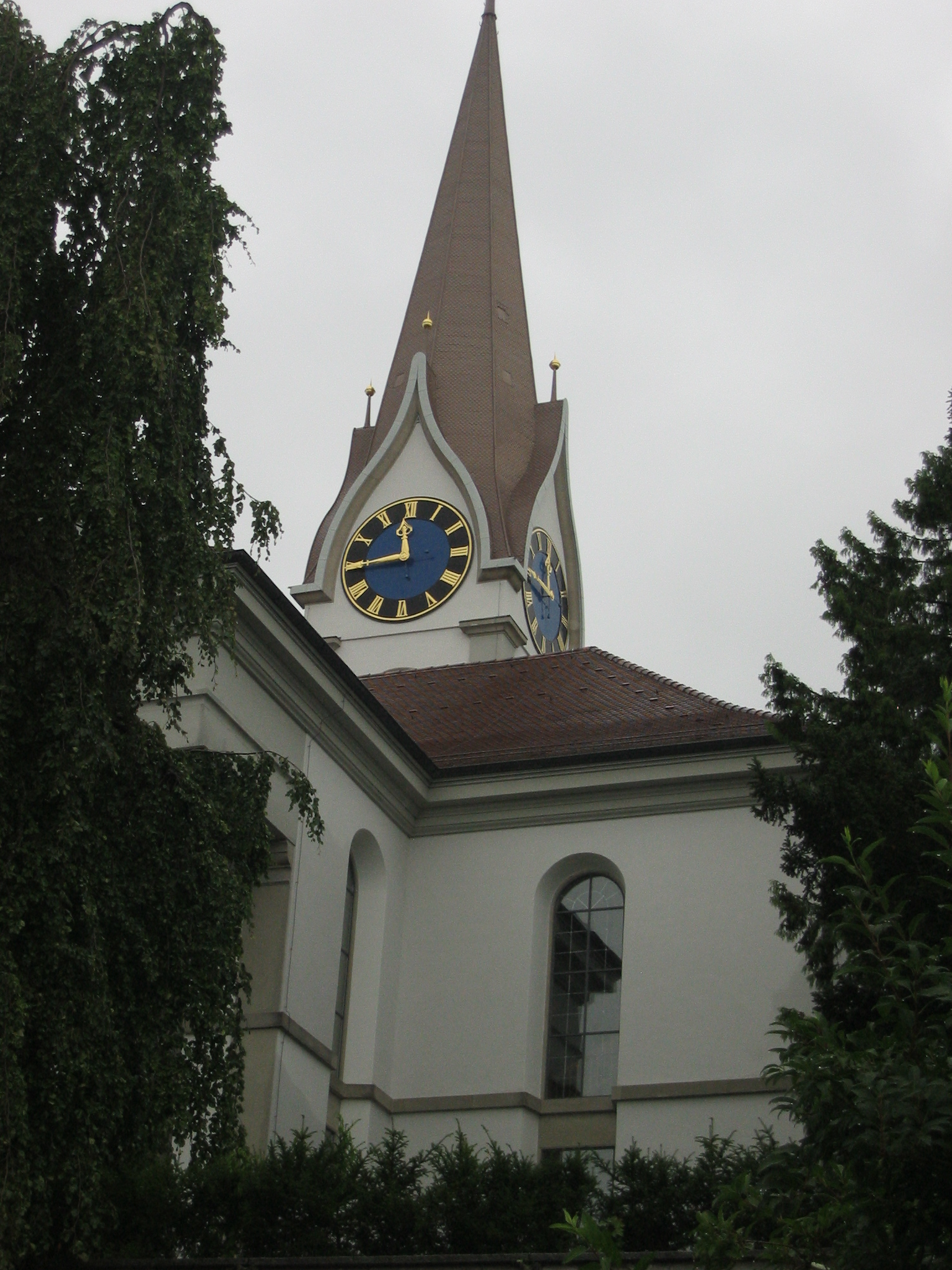
Reformierte Kirche Uster

Das Orgelfestival Uster findet jährlich in der Reformierten Kirche in Uster/ZH statt.

## Geschichte und Spektrum
Das Orgelfestival Uster wurde 1991 vom Organisten der Reformierten Kirche Uster Stefan Schättin gegründet. Es handelt sich dabei um eine Konzertreihe, an welcher jeweils im August und September an fünf Konzerten national und international tätige Organisten in der reformierten Kirche Uster alleine oder in Kammermusikformationen konzertieren. Gespielt wird auf dem 1963 von dem Orgelbau Goll (Luzern) erbauten Instrument. Die Schleifladen-Orgel hat 61 Register auf drei Manualwerken und Pedal.
Neben dem klassischen Solorezital findet man auf dem Programm der letzten Jahre, was auf der Orgel naheliegend oder auch ungewöhnlich zu spielen ist: Jazz auf der Kirchenorgel, Orgel und Lichtshow oder Orgel vierhändig. Seit 2000 sind neben der Orgel auch Kammermusikformationen und Einzelinstrumente im Zusammenspiel mit der Orgel zu hören, z. B. Orgel und Klavier, Orgel und Bläsertrio, Orgel und Schlagzeug usw.

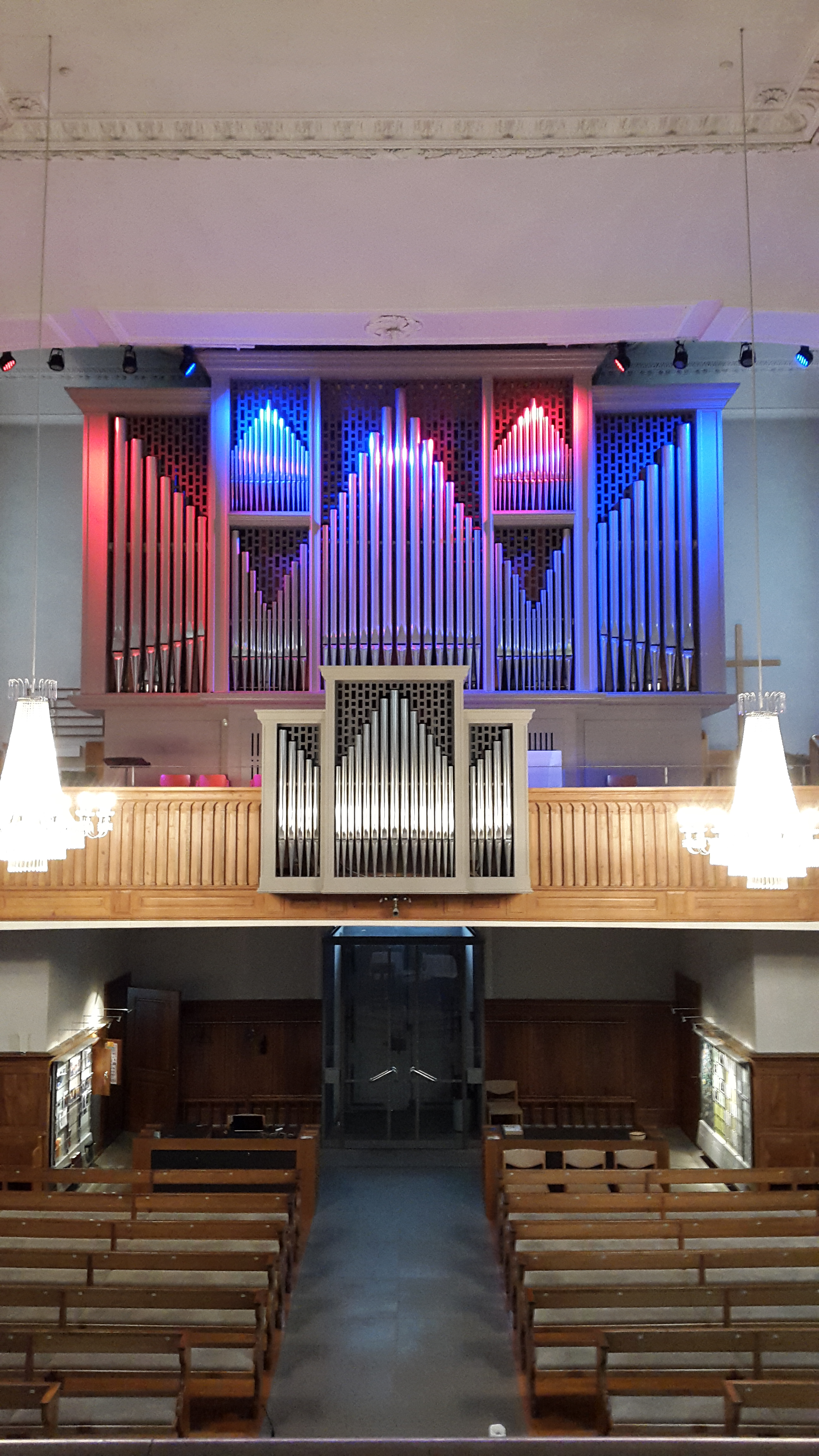
Orgel der Reformierten Kirche Uster

Unter den Interpreten, welche schon am Orgelfestival gespielt haben, findet man u. a. Daniel Roth, Ben van Oosten, Guy Bovet, Bine Katrine Bryndorf, Els Biesemans, Cameron Carpenter, Barbara Dennerlein, Monika Henking, Rudolf Scheidegger, Andreas Jost und Tobias Willi.
2010 erhielt das Orgelfestival den Kulturpreis der Stadt Uster.

## Interpreten (Orgel)
- 1991: Gabriel Marghieri, Lyon/Paris; Mami Sakato, Tokio; Tomas Thon, Opava; Felix Gubser, Zürich
- 1992: Andras Viragh, Budapest; Ulrich Meldau, Zürich; Stefan Kagl, Herford; Olivier Vernet; Monaco
- 1993: Martin Jean, New Haven; Daniel Roth, Paris; Barbara Meldau, Zürich; Jean-François Vaucher, Lausanne
- 1994: Miklos Arpas, Zürich; Wolfgang Kläsener, Wuppertal; Cyrill Schmiedlin, Basel; Daniel Roth, Paris; Endre Kovacs, Budapest
- 1995: François-Henry Houbart, Paris; Andrew Lumsden, Lichfield; Magda Czajka, Warschau; Annerös Hulliger, Bern
- 1996: Bine Katrine Bryndorf, Kopenhagen; Yves Rechsteiner, Yverdon; Hans-Jürgen Scholze, Dresden; Daniel Roth, Paris
- 1997: Mami Sakato, Tokio; Jean-Jacques Kasel, Luxembourg; André Manz, Amriswil; Christopher Herrick, London
- 1998: Stephan Thomas, Chur; Daniel Roth, Paris; Beate Rux-Voss, Ludwigsburg; Christopher Boodle, Gloucester
- 1999: Rikako Watanabe, Tokio/Paris; Gabriel Marghieri, Paris/Lyon; Rudolf Scheidegger, Zürich; Martin Jean, New Haven
- 2000: Daniel Roth, Paris; Jürg Lietha, Bern; Markus Kühnis, Luzern; Wolfgang Sieber, Luzern; George Gruntz, Basel
- 2001: Konrad Weiss, Uster; Theo Wegmann, Maur; Andreas Böttcher, Dresden; Christopher Herrick, London
- 2002: Hans-Joachim Dumeier, Darmstadt; Olivier Eisenmann, Weggis; Otto Maria Krämer, Straelen; Barbara Dennerlein, München
- 2003: Daniel Roth, Paris; Sacha Rüegg, Zürich; Christian Scheifele; Zürich; Carl Rütti, Zug; Rhoda Scott, Paris
- 2004: Andreas Gries, Hamburg; Peter Leu, Schaffhausen; Günther Kühlwein, Bern; Pierre Pincemaille, St-Denis
- 2005: Jean Martyn, Birmingham; Daniel Roth, Paris; Jürg Lietha, Bern; Andreas Jost, Zürich
- 2006: Pierre Pincemaille, St-Denis; Daniela Timokhine, Zürich; Barbara Dennerlein, München; Rudolf Meyer, Winterthur
- 2007: Pavel Kohout, Prag; Els Biesemans, Zürich; Daniel Roth, Paris; Andreas Böttcher, Dresden
- 2008: Gabriel Marghieri, Paris / Lyon; Peter Freitag, Uster;[3] Theo Flury, Einsiedeln/Rom; Barbara Dennerlein, München
- 2009: Iveta Apkalna, Riga; Monika Henking, Thalwil; Mario Duella, Biella; Rhoda Scott, Paris
- 2010: Guy Bovet, Neuchâtel; Elisabeth Zawadke, Luzern; Daniel Roth, Paris; Ben van Oosten, Den Haag; Barbara Dennerlein, München; Martin Bambauer, Trier; Dominik Blum, Winterthur
- 2011: Ulrich Meldau, Zürich; Barbara Meldau, Zürich; Tobias Willi, Zürich; Jean Martyn, Birmingham; Guus Jansen, Amsterdam; Konrad Weiss, Uster
- 2012: Jan van Mol, Antwerpen; Bruno Reich, Zürich; David Timm, Leipzig; Cameron Carpenter, New York; Suzanne Z'Graggen, Solothurn
- 2013: Jean Martyn, Birmingham; Iveta Apkalna, Riga; Claudio Astronio, Bozen; Wolfgang Sieber, Luzern
- 2014: Daniela Timokhine, Zürich; Elisabeth Berner, Dietikon; Hans Eugen Frischknecht, Bern; Gabriel Marghieri, Paris/Lyon
- 2015: Andreas Böttcher, Dresden; Christian Schmitt, Saarbrücken; Wolfgang Sieber, Luzern; Daniel Roth, Paris
- 2016: Andreas Jost, Zürich; Barbara Dennerlein, Andreas Böttcher, Dresden; Stephan Thomas, Chur; Daniel Roth, Paris
- 2017: Jean Martyn; Birmingham; Ben van Oosten, Peter Freitag, Uster; Markus Kühnis, Emmen
- 2018: Serge Schoonbroodt, Lüttich; Eric Nünlist, Grenchen; Benjamin Graf, Volketswil; Franz Danksagmüller, Leipzig; P. Theo Flury, Einsiedeln
- 2019: Pavel Kohout, Prag; Jürg Brunner, Bern; Jennifer To, Rüti; Ivan Tibolla, Bozen; Martina Fiedler, Nürnberg
- 2020: Stefan Schättin, Uster; Peter Freitag, Uster; Andreas Wildi, Zürich; (Streaming-Konzerte auf Orgelfestival Uster)
- 2021: Stefan Schättin, Uster; Daniel Roth, Paris; Barbara Dennerlein, München; Markus Kühnis, Luzern; Koni Weiss, Uster
- 2022: Yoshiko Masaki, Hinwil; Tina Zweimüller, Pfäffikon; Christian Schmitt, Stuttgart; Karin Bergflödt, Zürich; Stefan Schättin, Uster; Wolfgang Sieber, Luzern